# Anne Tirard
Anne Tirard (* 5. Juni 1917 in London; † 12. August 2003 in Kent, England) war eine britische Schauspielerin, die in zahlreichen Fernsehserien als Gastdarstellerin zu sehen war.
Anne Tirard war verheiratet mit dem Schauspieler William Lyon Brown.

## Filmografie (Auswahl)
- 1958: Kinder der Straße (Violent Playground)
- 1960: Der unsichtbare Schatten (The Full Treatment)
- 1969: Mord nach der Oper (Fernsehfilm)
- 1969: Königin für tausend Tage (Anne of the Thousand Days)
- 1970: Treffpunkt London Airport (Perfect Friday)
- 1979: Tess
- 1981: Memoiren einer Überlebenden (Memoirs of a Survivor)
- 1982: Schwarzarbeit (Moonlighting)
- 1984: Ein Umzug kommt selten allein (The Chain)
- 1990: Hexen hexen (The Witches)
- 1995: Im Auftrag des Teufels (Devil's Advocate, Fernsehfilm)